# 阿尔韦托·费尔南德斯·穆尼奥斯
阿尔韦托·费尔南德斯·穆尼奥斯（西班牙語：Alberto Fernández Muñoz，1983年6月16日—）生于马德里，是一名西班牙男子射击运动员，主攻飞碟射击。费尔南德斯父亲的爱好是打猎，他也受此影响开始对射击感兴趣，他在9岁时获得了人生第一次使用枪支的机会。他在1998年达到合法使用枪支的年龄，开始参加射击比赛。费尔南德斯喜欢弹电吉他，他也因此和他的朋友在2010年成立乐队“Geiperman”，他在乐队中担任吉他手。